# Airlines Tonga
Airlines Tonga — колишня авіакомпанія Тонга зі штаб-квартирою в столиці країни місті Нукуалофа. Компанія працювала на внутрішніх вантажних і пасажирських авіаперевезеннях в маршрутному розкладі авіакомпанії Air Fiji.

## Історія
Airlines Tonga була заснована в грудні 2005 року як спільне підприємство компанії Air Fiji (49 % власності) та туристичного агентства Тонга «Teta Tours» (51 % власності), ставши другим за величиною внутрішнім авіаперевізником Тонга після авіакомпанії Peau Vava'u.
23 серпня 2008 року Airlines Tonga припинила операційну діяльність на невизначений термін, вказавши як головну причину різке підвищення цін на авіаційне паливо.

## Маршрутна мережа
Авіакомпанія Airlines Tonga виконувала регулярні пасажирські рейси в наступні пункти призначення:
- острови Вава'у
- острови Ха'апаї
- острів Еуа

## Флот

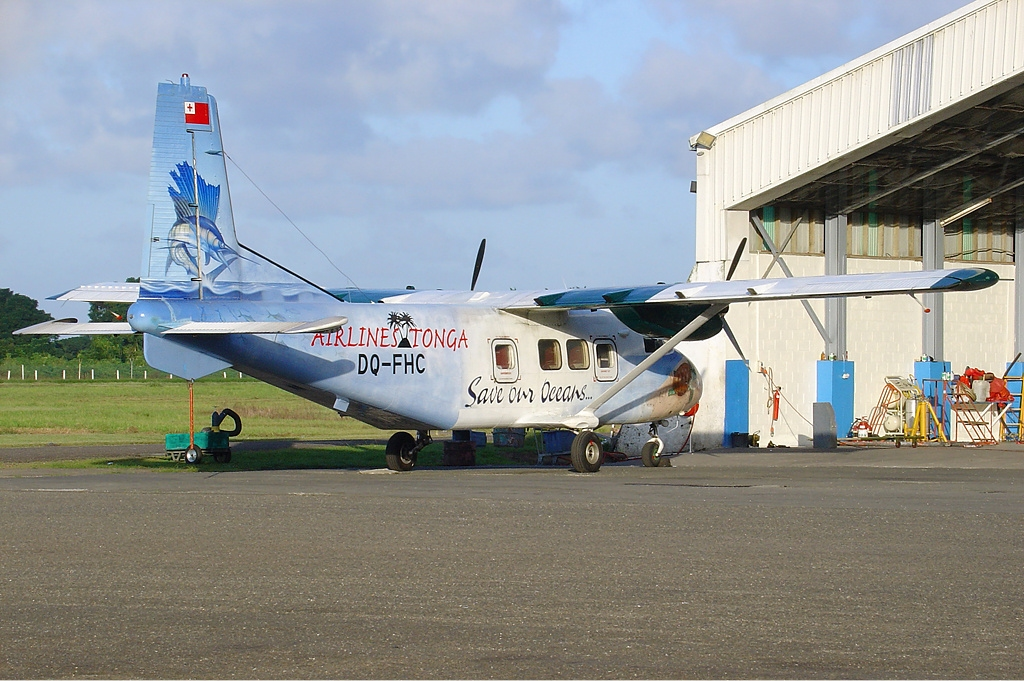
Harbin Y-12 авіакомпанії Airlines Tonga

Станом на початок 2008 року повітряний флот авіакомпанії Airlines Tonga становили такі літаки:
- Harbin Y-12 — дводвигуновий турбогвинтовий літак;
- Embraer EMB 110 Bandeirante — дводвигуновий турбогвинтовий літак.